# Nola transecta
Nola transecta är en fjärilsart som beskrevs av George Francis Hampson 1901. Nola transecta ingår i släktet Nola och familjen trågspinnare. Inga underarter finns listade i Catalogue of Life.